# 蕭撒抹
蕭撒抹（?—?），字胡独堇。辽国官员。契丹人，遙輦洼可汗宮出身。
蕭撒抹是北院枢密副使蕭涅魯古之子。辽兴宗重熙初年，任祗候郎君、累次進升为北面林牙。重熙十九年（1050年），在耶律宜新、蕭蒲奴率领下攻打西夏。到達蕭惠战敗之地，抓住斥候，知道这里的聚落都是之前契丹人不能回国的，于是全部收容归還。任大父敞隐、知山北道边境事。辽道宗清寧初年，历任西南面招討使、西北路招討使，加同中書門下平章事之位，去世。子蕭奪剌。